# The Light (canción)
«The Light» es una canción de la banda estadounidense de heavy metal Disturbed. Fue lanzado el 5 de octubre de 2015 como el segundo sencillo de su sexto álbum de estudio Immortalized (2015). Tras su lanzamiento, la canción fue destacada por muchos críticos por su letra alentadora, inusual dentro de la discografía de la banda.

## Video musical
Los directores Culley Bunker y Craig Bernard fueron elegidos para dirigir el video, que muestra a la banda tocando frente a un edificio en llamas, intercalado con una especie de mini película sobre un bombero que queda desfigurado en un incendio, pero luego logra encontrar el amor con su enfermera de rehabilitación. El video se publicó en YouTube el 20 de noviembre de 2015 y tiene más de 80,5 millones de visitas a principios de octubre de 2020.

## Lista de canciones
| Descarga digital |             |          |  |
| N.º              | Título      | Duración |  |
| 1.               | «The Light» | 4:16     |  |

## Posicionamiento en lista
| Lista (2015–16)                               | Posición |
| --------------------------------------------- | -------- |
| Canadá (Canada Rock)                          | 29       |
| Estados Unidos (Hot Rock & Alternative Songs) | 18       |